# Samantha Eggar
Victoria Louise Samantha Marie Elizabeth Therese Eggar (ur. 5 marca 1939 w Hampstead) – brytyjska aktorka. 
Laureatka Złotego Globu dla najlepszej aktorki w filmie dramatycznym i Złotej Palmy na 19. Festiwalu Filmowym w Cannes za rolę Mirandy Grey w dreszczowcu Williama Wylera Kolekcjoner (1965), za którą była także nominowana do Oscara dla najlepszej aktorki
Zaproponowano jej stypendium na naukę w Royal Academy of Dramatic Art, ale matka, wierząc, że aktorstwo doprowadzi ją do niepewnego życia, odmówiła jej.
Studiowała aktorstwo w Webber Douglas School for Drama w Londynie․ Uważała, że jej przeznaczeniem było zostać zakonnicą po spędzeniu 12 lat dzieciństwa w klasztorze.

## Filmografia

### Filmy
- 1965: Kolekcjoner jako Miranda Grey
- 1967: Doktor Dolittle jako Emma Fairfax
- 1970: Molly Maguires jako panna Mary Raines
- 1976: Obsesja Sherlocka Holmesa jako Mary Morstan Watson
- 1979: Potomstwo jako Nola Carveth
- 1983: Odsłony jako Samantha Sherwood
- 1992: Czarny koń jako pani Curtis
- 1996: Fantom jako Lily Palmer
- 1997: Herkules jako Hera (głos)
- 1999: Żona astronauty jako dr Patraba

### Seriale
- 1963: Święty jako Claire Avery
- 1977: Starsky i Hutch jako Charlotte
- 1977: Columbo jako Vivian Brandt
- 1978: Hawaii Five-0 jako Agnes du Bois
- 1979: Statek miłości jako Mary-Louise Murphy
- 1981: Statek miłości jako Meg Chase
- 1984: Napisała: Morderstwo jako Marta Quintessa
- 1984: Magnum jako Laura Bennett
- 1987: Alfred Hitchcock przedstawia jako Lisa Talbot
- 1988: Jeden plus dziesięć jako Sybil Nelson
- 1990: Star Trek: Następne pokolenie jako Marie Picard
- 1990: Matlock jako Katherine Randolph
- 1993: Prawnicy z Miasta Aniołów jako Camille Bancroft
- 1998–1999: Herkules jako Hera (głos)
- 2000: Wszystkie moje dzieci jako Charlotte Devane
- 2003: Agent w spódnicy jako nabzdyczona angielska kobieta
- 2004: Dowody zbrodni jako siostra Vivian Dole
- 2005: Pani prezydent jako Sara Templeton
- 2011: The Nine Lives of Chloe King jako Olivia Rezza
- 2009: Mental: Zagadki umysłu jako Margo Stroud
- 2012: Metalocalypse jako Whale (głos)